# Puente Internacional Tancredo Neves
Die Puente Internacional Tancredo Neves, allgemein bekannt als Puente Internacional de la Fraternidad / Ponte Internacional da Fraternidade, offiziell ponte/puente Tancredo Neves genannt, ist eine internationale Brücke zwischen Argentinien und Brasilien. Sie führt im Grenzgebiet Triple Frontera über den Grenzfluss Iguaçu und verbindet die Orte Puerto Iguazú in Argentinien und Foz do Iguaçu in Brasilien. Sie wurde in den Jahren 1983 bis 1985 errichtet.
Sie ist benannt nach dem brasilianischen Politiker Tancredo Neves, der 1985 zum Präsidenten seines Landes gewählt wurde, aber starb, bevor er das Amt antreten konnte.

## Lage
Die Iguazú-Wasserfälle liegen in rund 20 km Entfernung im Südosten der Brücke. 3 km westlich von ihr mündet der Iguazú in den Río Paraná. Die größere und wesentlich verkehrsreichere Freundschaftsbrücke (Puente Internacional de la Amistad / Ponte Internacional da Amizade) zwischen den Orten Ciudad del Este in Paraguay und Foz do Iguaçu in Brasilien steht in 12 km Entfernung weiter nördlich.

## Beschreibung

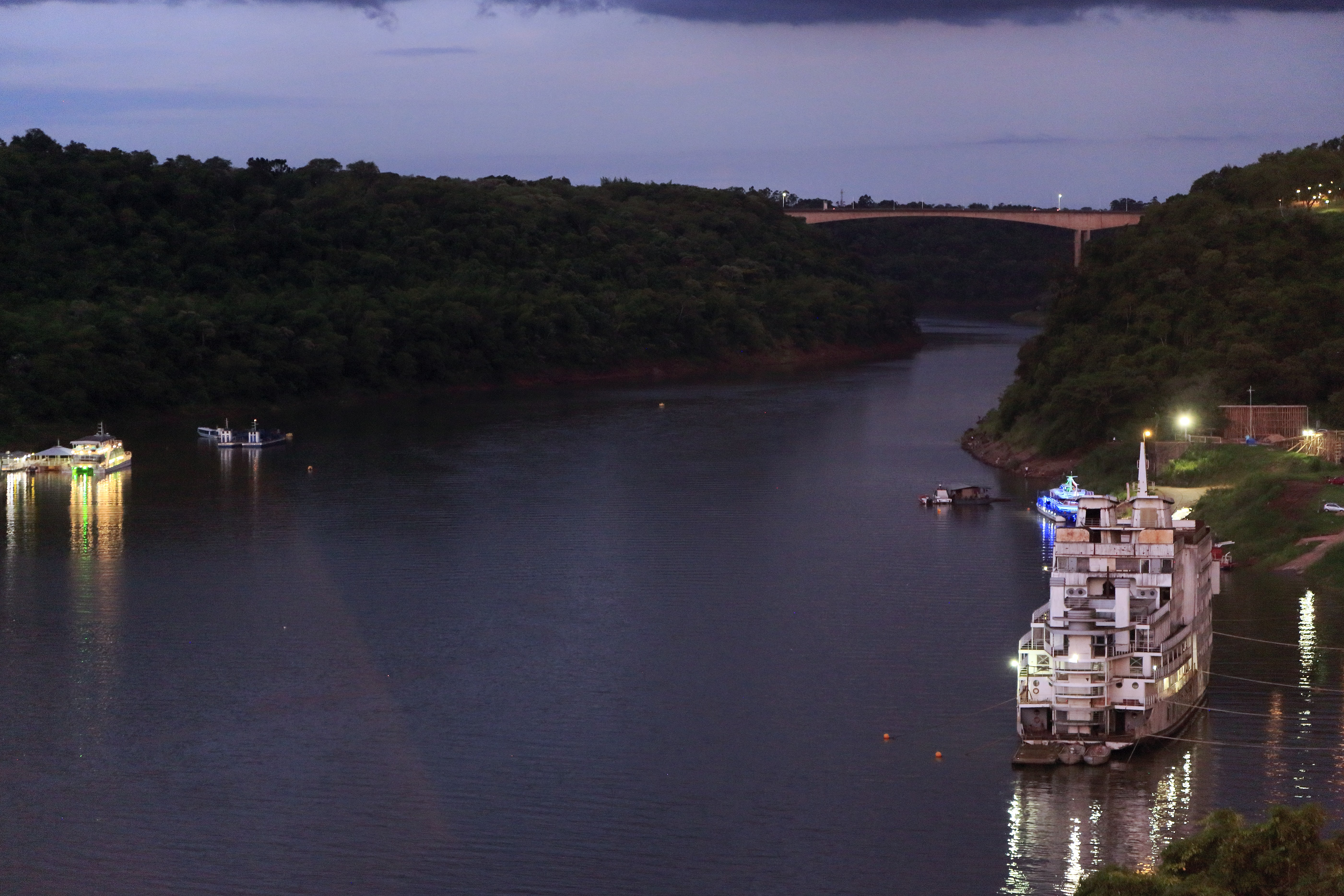
Puente Internacional Tancredo Neves. Das Schiff rechts ist die Nicolás Mihanovich, 1962 als Fährschiff gebaut und nach einem Umbau seit 2013 Hotel- und Casinoschiff in Puerto Iguazú.

Die 480 m lange Straßenbrücke überquert den Iguaçu, je nach Wasserstand, in 70 m Höhe. Der Fluss ist bei niedrigstem Wasserstand immer noch fast 10 m tief; er kann auf mehr als 40 m Tiefe anschwellen. Die Brücke hat zwei Fahrspuren mit Pannenstreifen und, durch Betonleitwände getrennt, beidseitig einen etwas mehr als 1 m breiten Gehweg.
Die Spannbetonbrücke hat eine 220 m weite Hauptöffnung über dem Fluss und zwei 130 m weite Seitenöffnungen über den steilen Hängen des Tales. Sie hat einen rechteckigen, 8 m breiten, gevouteten Hohlkasten, dessen Bauhöhe von 12,3 m an den Pfeilern abnimmt auf 3,8 m in Feldmitte. Seine Deckplatte bildet gleichzeitig die auskragende, 16,5 m breite Fahrbahnplatte.
Die Pfeiler sind, gerechnet von ihrem Sockel bis zur Unterkante des Hohlkastens, 54 m hoch. Sie haben in ihrem unteren Teil einen rechtwinkligen Hohlquerschnitt, der in ihrem oberen, 22 m hohen Teil nur noch in Form von zwei parallelen Lamellen fortgesetzt wird. In dem 4 m hohen und 17 m breiten quadratischen Sockel sind die Pfahlköpfe der jeweils 16 Rohre mit einem Durchmesser von 2 m zusammengefasst, die als Caissons dienten, mit denen sie mindestens 4 m tief in den Basaltboden gegründet wurden.
Der Überbau wurde, ausgehend von den Pfeilern, im Freivorbau errichtet. Mit dem Zusammenschluss wurde aus dem statischen System der Kragträger ein Durchlaufträger.